# BioLogos Foundation
BioLogos Foundation – amerykańska organizacja ewangeliczna promująca ideę harmonii między nauką a wiarą, założona w roku 2007 przez Francisa Collinsa, który był jej pierwszym prezydentem. Obecnie pracami fundacji kieruje Deborah Haarsma.

## Działalność
Działalność fundacji koncentruje się na organizacji konferencji oraz wykładów promujących harmonię między nauką i wiarą, w szczególności kreacjonizm ewolucyjny. BioLogos prowadzi także działalność wydawniczą (książki, programy nauczania, serwis internetowy, materiały multimedialne). W Polsce materiały Fundacji BioLogos są publikowane przez serwis Dwie Księgi.